# ماه حرام
در اسلام، چهار ماه گاه‌شماری هجری قمری از جمله ذیقعده، ذیحجه، محرم و رجب ماه‌های حرام هستند. در این چهار ماه - به‌ جز برای دفاع - جنگ کنار گذاشته می‌شود و دیه افزایش می‌یابد. هدف از این کار، ایجاد امنیت برای افرادی است که می‌خواهند به حج بروند یا تجارت کنند و به سلامت به شهر خود برگردند. این سنت، از قبل از اسلام به جا مانده‌است.

## ماه‌های حرام قبل از اسلام
در تقویم قمری پیش از اسلام، ماهی به نام نسیء وجود داشت که هر سه سال در گاه‌شماری قمری حضور می‌یافت و در نتیجه ماه‌ها در زمان مشخصی از سال قرار می‌گرفتند تا ربیع‌الاول در اول بهار قرار گیرد.

## در قرآن
در سال ۱۰ هجری پس از آمدن آیهٔ ۳۶ و ۳۷ سورهٔ توبه از نسیء نهی می‌شود.
إِنَّ عِدَّةَ الشُّهُورِ عِنْدَ اللَّهِ اثْنَا عَشَرَ شَهْرًا فِی کتَابِ اللَّهِ یوْمَ خَلَقَ السَّمَاوَاتِ وَالْأَرْضَ مِنْهَا أَرْبَعَةٌ حُرُمٌ ذَلِک الدِّینُ الْقَیمُ فَلَا تَظْلِمُوا فِیهِنَّ أَنْفُسَکمْ وَقَاتِلُوا الْمُشْرِکینَ کافَّةً کمَا یقَاتِلُونَکمْ کافَّةً وَاعْلَمُوا أَنَّ اللَّهَ مَعَ الْمُتَّقِینَ(۳۶) إِنَّمَا النَّسِیءُ زِیادَةٌ فِی الْکفْرِ یضَلُّ بِهِ الَّذِینَ کفَرُوا یحِلُّونَهُ عَامًا وَیحَرِّمُونَهُ عَامًا لِّیوَاطِئُوا عِدَّةَ مَا حَرَّمَ اللَّهُ فَیحِلُّوا مَا حَرَّمَ اللَّهُ زُینَ لَهُمْ سُوءُ أَعْمَالِهِمْ وَاللَّهُ لَا یهْدِی الْقَوْمَ الْکافِرِینَ(۳۷)
یعنی:
همواره، شماره ماه‌ها نزد خدا- از روزی که آسمان‌ها و زمین را آفرید- در کتاب خدا دوازده ماه است؛ از این‌ها، چهار ماه، حرام است. این است دین قیام و پابرجای پربها. پس در این چهار ماه بر خود ستم مکنید و با مشرکان در حال بازدارندگی کامل جنگ کنید، چنان‌که آنان به حال بازدارندگی از گزندتان با شما کشتار می‌کنند؛ و بدانید خدا همواره با پرهیزگاران است. (۳۶) جز این نیست (که) نسی فزونی در کفر است که کافران بدان سبب گمراه می‌شوند؛ آن را یک سال حلال می‌شمارند و یک سال (دیگر) آن را حرام می‌کنند تا با شمارهٔ ماه‌هایی که خدا حرام کرده‌است هماهنگ سازند. پس آنچه را خدا حرام کرده (بر خود) حلال گردانند (و) زشتی اعمالشان برایشان آراسته شده‌است؛ و خدا گروه کافران را هدایت نمی‌کند. (۳۷)

## افزایش دیه در ماه حرام
بنابر قانون مجازات اسلامی ایران، نرخ دیه (فوت) در ماه‌های حرام، یک سوم افزایش می‌یابد. نرخ دیه در سال ۱۴۰۱ به ۶۰۰ میلیون تومان افزایش یافت و برای ماه‌های حرام در این سال، نرخ دیهٔ کامل، ۸۰۰ میلیون تومان تعیین گردیده‌است. در سال 1403 میزان دیه برای ماه های عادی یک میلیارد و دویست میلیون تومان و برای ماه های حرام یک میلیارد و ششصد میلون تومان تعیین شده است.